# Malevolent
Malevolent är en amerikansk långfilm från 2002 som regisserades av John Terlesky. I Sverige fick filmen titeln The Perfect Crime då den släpptes på DVD.

## Handling
Jack Lucas är en skicklig men utarbetad polis i Los Angeles. Efter ett besök på krogen vänds hans tillvaro upp och ner. Någon lyckades smyga ner något i hans glas, och snart kollapsar han på toaletten. När han vaknar så har hans plånbok försvunnit och någon har rivit bort fickan från hans skjorta.
Snart börjar döda kroppar dyka upp och det rör sig om en seriemördare. Bevisen pekar mot Jack, trots att han är oskyldig. Det blir en tävling mot klockan då Jack försöker rentvå sitt namn samtidigt som han försöker hitta den verklige mördaren.

## Om filmen
I filmen förekommer två biljakter, men ingen av dem spelades in speciellt för filmen. Den första biljakten består av redigerade scener från filmen The Corruptor medan den andra biljakten kommer från Dödsmärkt.

## Rollista
| Lou Diamond Phillips | – Jack Lucas       |
| Edoardo Ballerini    | – Oliver Chadwicke |
| Kari Wuhrer          | – Jessica Tarrant  |
| Gwen McGee           | – Carla Gifford    |
| Carmen Argenziano    | – Warren Lucas     |
| Iva Hasperger        | – Sandy            |
| Steven Bauer         | – Greg Pruitt      |
| Rex Ryon             | – Joe Dexter       |
| David Reivers        | – Ray Bressler     |
| Guy Ecker            | – Al Voss          |
| Jack McGee           | – Eddie            |
| Amye Williams        | – Mother           |
| Troy Byer Bailey     | – Kelly            |
| Mike Butters         | – Mike             |